# Melanitta
Melanitta – rodzaj ptaków z podrodziny kaczek (Anatinae) w rodzinie kaczkowatych (Anatidae).

## Zasięg występowania
Rodzaj obejmuje gatunki występujące w Ameryce Północnej i Eurazji.

## Morfologia
Długość ciała 43–58 cm, rozpiętość skrzydeł 78–99 cm; masa ciała 861–2104 g.

## Systematyka

### Etymologia
- Melanitta (Melanonetta, Melanetta): gr. μελας melas, μελανος melanos „czarny”; νηττα nētta  „kaczka”[12].
- Oidemia: gr. οιδημα oidēma „guz, obrzęk”[13]. Gatunek typowy: Anas nigra Linnaeus, 1758.
- Ania: gr. ανια ania „smutek, żal” (tj. w żałobie, czarny)[14]. Gatunek typowy: Anas nigra Linnaeus, 1758.
- Maceranas: fr. Macreuse „uhla”, od starofr. Macroule „diabeł morski”, od staronorm. Macrole „czarna łyska”; łac. anas, anatis „kaczka”[15]. Gatunek typowy: Anas fusca Linnaeus, 1758.
- Macroramphus: gr. μακρος makros „wielki”; ῥαμφος rhamphos „dziób”[16]. Gatunek typowy: Anas perspicillata Linnaeus, 1758.
- Pelionetta: gr. πελιος pelios „czarny i niebieski, posiniaczony”; νηττα nētta „kaczka”[17]. Gatunek typowy: Anas perspicillata Linnaeus, 1758.
- Phaeonetta (Phoeonetta): gr. φαιος phaios „ciemny, brązowy”; νηττα nētta „kaczka”[18]. Gatunek typowy: Anas fusca Linnaeus, 1758.

### Podział systematyczny
Do rodzaju należą następujące gatunki:
- Melanitta perspicillata (Linnaeus, 1758) – uhla pstrodzioba
- Melanitta fusca (Linnaeus, 1758) – uhla zwyczajna
- Melanitta stejnegeri (Ridgway, 1887) – uhla azjatycka – takson wyodrębniony niedawno z M. fusca[20]
- Melanitta deglandi (Bonaparte, 1850) – uhla garbonosa – takson wyodrębniony niedawno z M. fusca[20]
- Melanitta nigra (Linnaeus, 1758) – markaczka zwyczajna
- Melanitta americana (Swainson, 1832) – markaczka amerykańska – takson wyodrębniony niedawno z M. nigra[21][22][23]